# Curiosités esthétiques
Pour les articles homonymes, voir esthétique (homonymie).

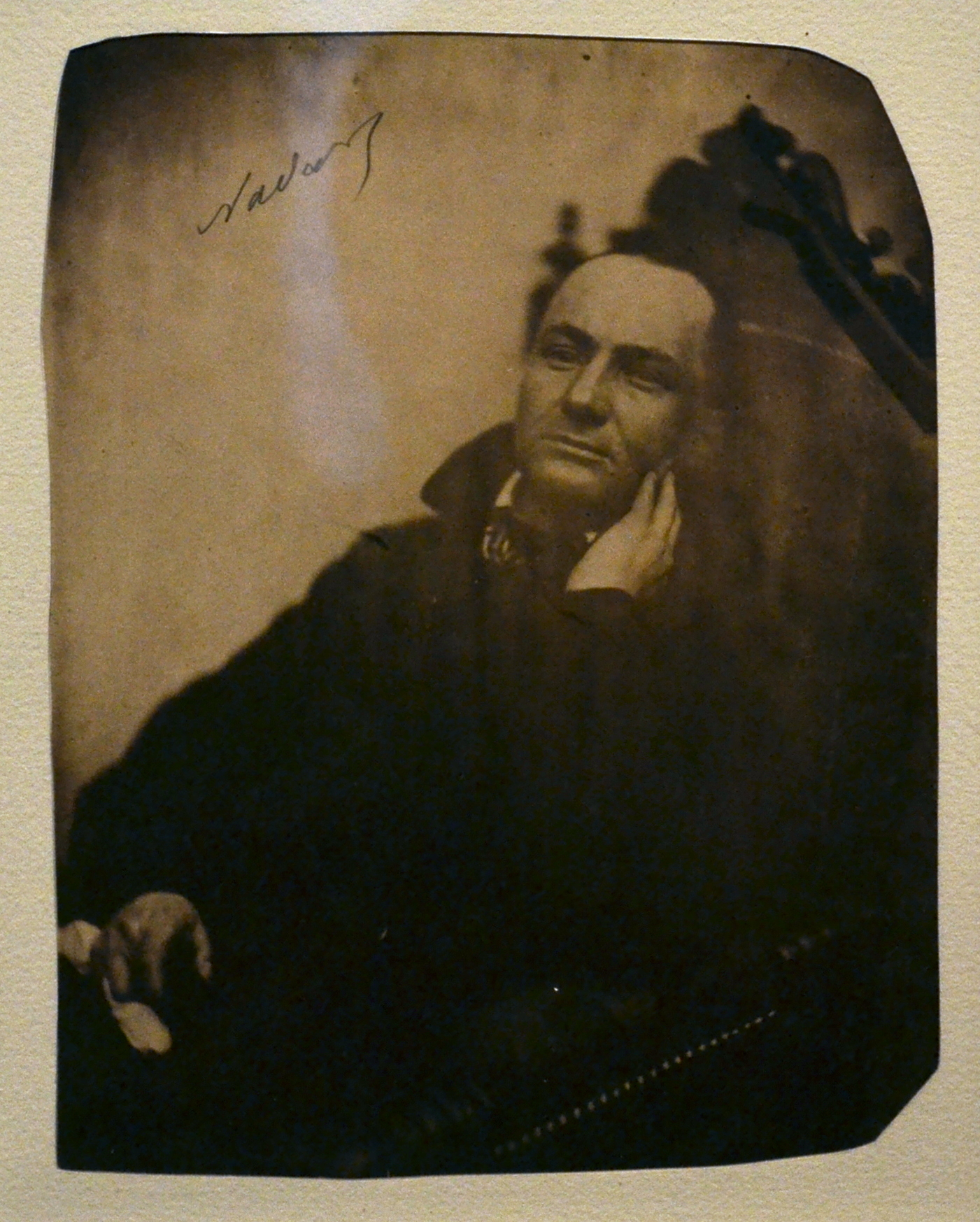
Charles Baudelaire photographié par Nadar.

Curiosités esthétiques est un recueil de textes de critique d'art du poète français Charles Baudelaire, paru posthumément en 1868.

## Histoire

### Contenu[1]
Le recueil contient essentiellement les comptes-rendus des Salons de 1845, 1846 et 1859. Baudelaire y évoque également l'Exposition universelle de 1855, la caricature, et s'attarde sur quelques-uns de ses contemporains, dont les peintres Delacroix, Ingres ou Daumier. « Ce qui passionne Baudelaire critique d'art, ce n'est pas de décrire la superficie du tableau, c'est de remonter à sa source cachée en évoquant "les considérations et les rêveries morales" que l'œuvre plastique fait surgir en lui ».

### Réalisation et publication[3]
Dès 1853, Baudelaire souhaite réunir l'intégralité de ses textes consacrés à l'art dans un volume spécial nommé Bric-à-brac esthétique. Ces articles, publiés dans le Figaro, la Revue française et le Pays entre 1845 et 1863, ne sont finalement compilés qu'en 1868 et publiés par la maison d'édition Michel Lévy frères, en tant que tome II des Œuvres complètes de Baudelaire, quelques mois seulement après la mort de leur auteur. Les Curiosités esthétiques sont inséparables d'une autre recueil baudelairien de critique d'art, L'Art romantique (lequel constitue le tome III des Œuvres complètes posthumes de 1868) ; c'est dans ce volume, et non dans les Curiosités esthétiques, que seront publiées les études relatives à Constantin Guys.